# Salmón al lavavajillas

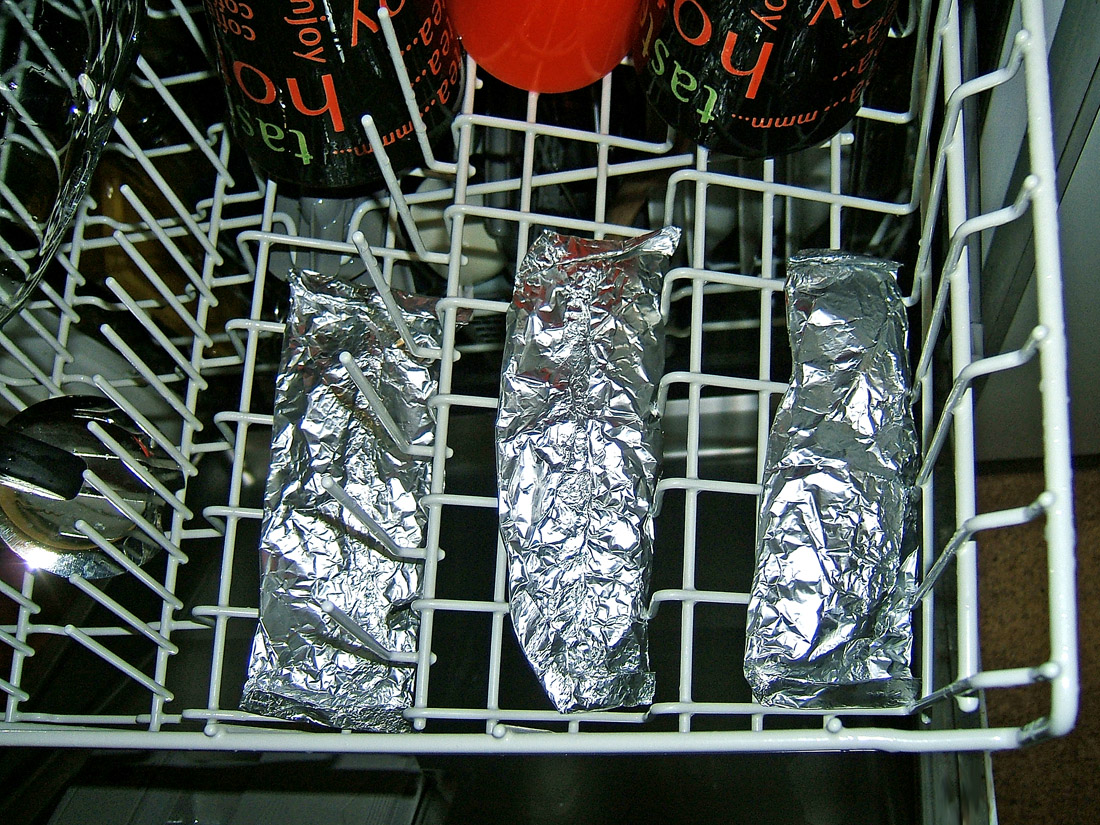
Trozos de pescado envueltos en papel de aluminio en un lavavajillas.

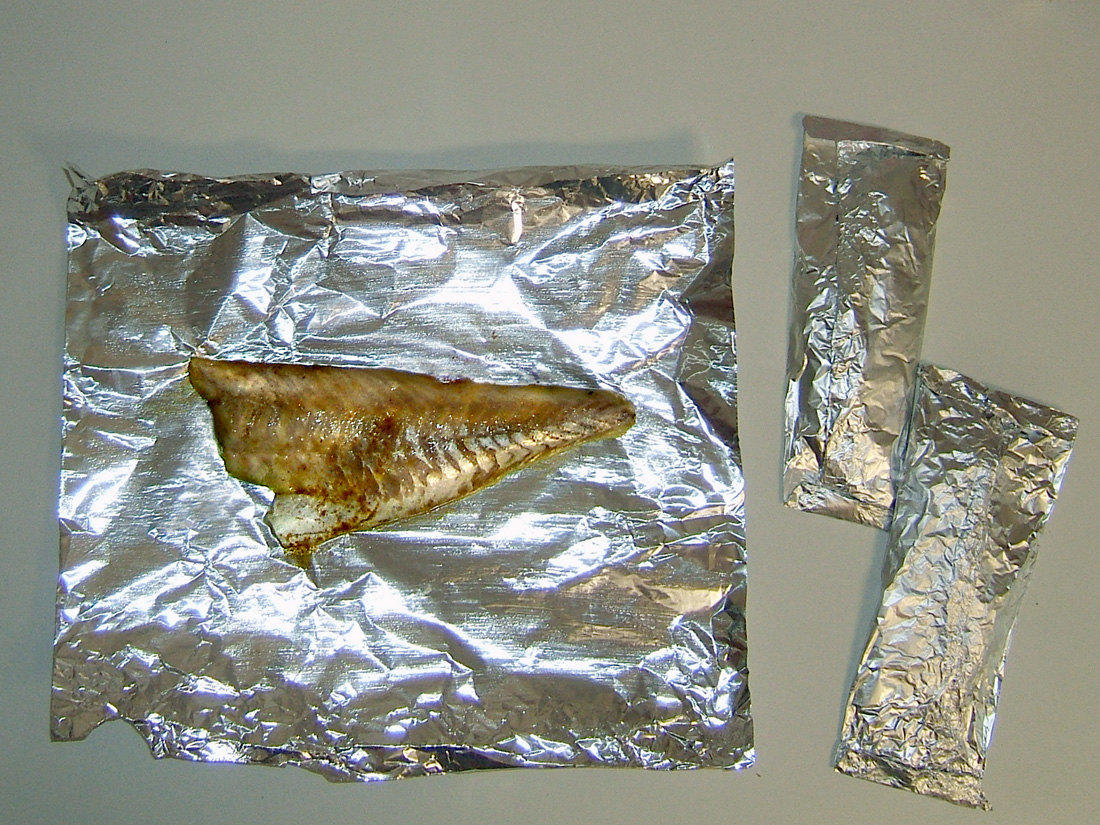
Salmón al lavavajillas listo para servir.

El salmón al lavavajillas es un plato de pescado estadounidense elaborado con el calor del lavavajillas, especialmente el de la fase de secado.

## Preparación
Los trozos de salmón se condimentan y se envuelven herméticamente en al menos dos capas de papel de aluminio y se colocan en el lavavajillas. El lavavajillas está configurado para realizar el ciclo de lavado y secado. Según el modelo de lavavajillas, el salmón se asa a la parrilla, se cuece al vapor y se hornea.Una ventaja del método es que el plato preparado no huele. No hay nada que impida lavar los platos al mismo tiempo, siempre que el paquete esté lo suficientemente apretado.

## Historia
Originario de los Estados Unidos, Vincent Price había mostrado este tipo de preparación del pescado en 1975 cuando apareció en The Tonight Show con Johnny Carson. Price lo presentó como "un plato que cualquier tonto puede preparar". 
La preparación del plato se presentó en el programa canadiense The Surreal Gourmet presentado por Bob Blumer en 2002. Los informes sobre el plato han sido publicados por The Wall Street Journal, NBC, BBC,Vogue, CHOICE, y CBS, que entrevistó a Kym Douglas sobre el libro The Black Book of Hollywood Diet Secrets, donde se presenta el plato.